# Карапчівський парк (Вижницький район)
Карапчі́вський парк — парк-пам'ятка садово-паркового мистецтва місцевого значення в Україні. Розташований у межах Вижницького району Чернівецької області, село Карапчів. 
Площа 1,25 га. Статус дано згідно з рішенням 14-ї сесії обласної ради XXIV скликаннявід 10.06.2004 року № 65-14/04. Перебуває у віданні: Карапчівська загальноосвітня школа. 
Статус дано для збереження парку, заснованого в кінці XIX ст. Зростає 24 види дерев та чагарників. На території парку розташований колишній палац Криштофовичів, де нині міститься сільська школа.